# Muragachha
Muragachha là một thị trấn thống kê (census town) của quận North Twentyfour Parganas thuộc bang Tây Bengal, Ấn Độ.

## Nhân khẩu
Theo điều tra dân số năm 2001 của Ấn Độ, Muragachha có dân số 9790 người. Phái nam chiếm 51% tổng số dân và phái nữ chiếm 49%. Muragachha có tỷ lệ 74% biết đọc biết viết, cao hơn tỷ lệ trung bình toàn quốc là 59,5%: tỷ lệ cho phái nam là 79%, và tỷ lệ cho phái nữ là 68%. Tại Muragachha, 12% dân số nhỏ hơn 6 tuổi.